# Dniprorudne
Dniprorudne (ukrajinsky Дніпрорудне; rusky Днепрорудное – Dněprorudnoje) je město v Záporožské oblasti na Ukrajině. Leží na levém břehu Kachovské přehrady na Dněpru zhruba 54 kilometrů jižně od Záporoží. V roce 2013 v něm žilo devatenáct tisíc obyvatel.
Sídlo bylo založeno v roce 1961 jako sídlo městského typu s jménem Dniprohrad (Дніпроград). V roce 1964 bylo přejmenováno na současný název a v roce 1970 se stalo městem.
Mezi největší podniky patří Záporožský železnorudný kombinát, ve kterém je majoritním vlastníkem slovenský holding Minerfin.
Od počátku ruské invaze na Ukrajinu je město okupováno Ruskou federací.